# Liste der deutschen Botschafter in Peru
Die Liste der deutschen Botschafter in Peru enthält die jeweils ranghöchsten Vertreter des Deutschen Reichs und der Bundesrepublik Deutschland in Peru. Sitz der Botschaft ist in Lima.

## Deutsches Reich
| Name | Amtszeit  | Anmerkungen      |
| --- | --------- | ---------------- |
| Theodor von Bunsen | 1871–1872 |                  |
| Johannes Lührsen | 1873–1879 |                  |
| Anton von Gramatzki | 1879–1882 |                  |
| Hermann Albert Schumacher                                                                                              | 1882–1886 |                  |
| Otto Zembsch | 1886–1901 | Ministerresident |
| Gustav Michahelles | 1901–1910 |                  |
| Wilhelm von Hacke | 1910–1914 |                  |
| Wilfried von Vietinghoff                                                                                               | 1914–1916 |                  |
| Federico Perl | 1916–1917 |                  |
| am 8. Okt. 1917 Abbruch der diplomatischen Beziehungen, am 7. Jan. 1921 Wiederaufnahme, Schutzmachtvertretung: Spanien |           |                  |
| Hans Paul von Humboldt-Dachroeden                                                                                      | 1921–1924 |                  |
| Heinrich Rohland | 1924–1934 |                  |
| Ernst Schmitt | 1934–1938 |                  |
| Willy Noebel | 1938–1942 |                  |
| am 26. Jan. 1942 Abbruch der diplomatischen Beziehungen, Schutzmachtvertretung: Spanien                                |           |                  |

## Bundesrepublik Deutschland
| Name                 | Amtszeit  | Anmerkungen                    |
| -------------------- | --------- | ------------------------------ |
| Wilhelm Mackeben     | 1952–1955 | Gesandter, ab 1953 Botschafter |
| Josef Fischer        | 1955–1958 |                                |
| Walter Zimmermann    | 1959–1961 |                                |
| Heinrich Northe      | 1961–1967 |                                |
| Robert von Förster   | 1967–1973 |                                |
| Norbert Berger       | 1973–1978 |                                |
| Hans Werner Loeck    | 1978–1982 |                                |
| Hans-Joachim Hille   | 1982–1986 |                                |
| Johannes von Vacano  | 1986–1991 |                                |
| Franz von Mentzingen | 1991–1994 |                                |
| Heribert Wöckel      | 1994–1997 |                                |
| Herbert Beyer        | 1997–2002 |                                |
| Roland Kliesow       | 2002–2006 |                                |
| Christoph Müller     | 2006–2011 |                                |
| Joachim Schmillen    | 2011–2014 |                                |
| Jörg Ranau           | 2014–2018 |                                |
| Stefan Herzberg      | 2018–2022 |                                |
| Sabine Bloch         | seit 2022 |                                |

## Botschafter der DDR
Siehe: Liste der Botschafter der DDR